# Annett Neumann
Annett Neumann (* 31. Januar 1970 in Lauchhammer) ist eine ehemalige deutsche Bahnradrennfahrerin, die für den SC Cottbus startete.

## Werdegang
1989 und 1990 wurde Annett Neumann Winterbahn-Meisterin der DDR im Sprint, 1989 zudem DDR-Meisterin im 500-Meter-Zeitfahren. Bei den UCI-Bahn-Weltmeisterschaften 1991 in Stuttgart errang sie im Sprint die Silbermedaille, 1996 wurde sie jeweils WM-Zweite im Sprint und im Zeitfahren. Bei den Olympischen Sommerspielen 1992 in Barcelona gewann sie eine Silbermedaille im Sprint.
1990 siegte sie zudem bei dem renommierten Sprint-Klassiker Grand Prix de Paris, bei dem sie im Jahr zuvor Zweite geworden war. Neumann gewann die letzten beiden Austragungen des Großen Preises der DDR im Sprint (1989 und 1990). 1991 und 1992 gewann sie den Großen Preis von Deutschland im Sprint. 1997 trat Annett Neumann als bis dahin erfolgreichste deutsche Sprinterin vom aktiven Radsport zurück.
Annett Neumann war mit ihrem Trainer und ehemaligem Bundestrainer Detlef Uibel (* 1959) verheiratet; aus der inzwischen geschiedenen Ehe stammt eine Tochter.

## Auszeichnungen
- Am 23. Juni 1993 wurde sie mit dem Silbernen Lorbeerblatt ausgezeichnet.[1]